# Hijikata Yoshi

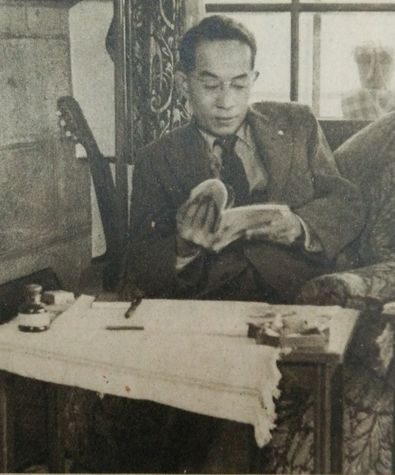
Hijikata Yoshi, 1948

Hijikata Yoshi (jap. 土方 与志; * 16. April 1898 in der Präfektur Tokio; † 4. Juni 1959) war ein japanischer Theaterleiter.

## Leben
Hijikata lernte 1920 Osanai Kaoru kennen, dessen Schüler und begeisterter Anhänger er wurde. 1922 brach er zu einer auf zehn Jahre geplanten Reise nach Europa auf. In Berlin lernte er die Werke von expressionistischen Schriftstellern wie Ernst Toller und Georg Kaiser kennen. Das Große Kantō-Erdbeben veranlasste ihn 1923 zum Abbruch seiner Reise. Bei einem Aufenthalt auf der Rückfahrt sah er in Moskau eine Inszenierung von Meyerhold und war sehr beeindruckt vom Theater in der Sowjetunion.
Mit Osanai gründete er 1924 in Tokio das Tsukiji Little Theatre, das er bis zu Osanais Tod weitgehend selbst finanzierte. Hier wurden im vollständigen Bruch mit der japanischen Theatertradition Werke von Anton Tschechow, Maxim Gorki, Reinhard Goering, Romain Rolland und anderen westlichen Autoren aufgeführt. Nach Osanais Tod 1928 gründete Hijikata das Shin Tsukiji Gekidan, das ganz den Prinzipien des Sozialistischen Realismus verpflichtet war.
1933 emigrierte er in die Sowjetunion, von wo er vor den Stalinistischen Säuberungen nach Frankreich floh. 1941 kehrte er nach Japan zurück. Dort wurde er sofort verhaftet und blieb bis 1945 im Gefängnis. Nach dem Krieg wurde er Mitglied der Kommunistischen Partei. Trotz angegriffener Gesundheit widmete er sich auch in seinem letzten Lebensjahrzehnt der Theaterarbeit in Japan.